# Parafia Ewangelicko-Augsburska w Świętochłowicach
Parafia Ewangelicko-Augsburska w Świętochłowicach – Ewangelicko-Augsburska parafia w Świętochłowicach, należąca do diecezji katowickiej. Mieści się przy placu księdza Leopolda Raabe. W 2014 liczyła około 250 wiernych.

## Historia
Początkowo ewangelicy ze Świętochłowic należeli do parafii w Chorzowie i uczęszczali do tamtejszego kościoła im. Elżbiety. Po wybudowaniu ewangelickiej szkoły w Świętochłowicach, odbywały się tam nabożeństwa.
W związku z małym rozmiarem chorzowskiej świątyni, powstała potrzeba budowy własnego kościoła na terenie Świętochłowic. Kościół im. Jana Chrzciciela został postawiony latach 1900–1901. Uroczystość poświęcenia budowli miała miejsce 1 grudnia 1901 roku.
W 1902 powstaje chór. Budynek plebanii został wybudowany dwa lata później. W 1904 rozpoczęto również działania mające na celu założenie cmentarza. Teren przyszłej nekropolii został poświęcony 1 maja 1910.
22 września 1910 na mocy decyzji Konsystorza Śląskiej Prowincji Kościelnej Ewangelickiego Kościoła Unii Staropruskiej we Wrocławiu zostaje utworzona samodzielna parafia ewangelicka w Świętochłowicach.
Nabożeństwa w parafii były sprawowane zarówno w języku niemieckim, jak i polskim. Działały stowarzyszenia i związki kobiece, robotnicze, czy młodzieżowe. Ukazywało się tu również czasopismo kościelne Kirche und Heimat. W 1912 budynek plebanii został powiększony o dwie sale parafialne.
Po 1922 na mocy plebiscytu na Górnym Śląsku Świętochłowice znalazły się w granicach II Rzeczypospolitej. Nastąpił spadek liczby ludności wyznania ewangelickiego.
W okresie międzywojennym parafia należała do Ewangelickiego Kościoła Unijnego na polskim Górnym Śląsku. Działały przy niej stowarzyszenia skupiające polskich ewangelików, jak Polskie Towarzystwo Oświaty i Sztuki „Jedność”, Towarzystwo Polaków Ewangelików, Ewangelickie Stowarzyszenie Niewiast, Związek Polskiej Młodzieży Ewangelickiej, Ewangelicka Kuźnica.
Po zakończeniu II wojny światowej członkowie zboru świętochłowickiego padają ofiarami represji, na cmentarzu ewangelickim utworzono zbiorowy grób ofiar Obozu Zgoda. Budynek kościoła został zabezpieczony przez wiernych, którzy pilnowali go przed odebraniem parafii. Stanowisko proboszcza objął ks. Leopold Raabe.
Od 1945 liczba członków zboru stale malała, a działalność parafii na polu charytatywnym i społecznym została ograniczona. Prężnie działał jednak chór, organizujący również bale, przedstawienia, czy zjazdy młodzieży. Rozwijała się również współpraca z parafią w Wirku.
Ksiądz proboszcz Leopold Raabe pełni urząd do 1977, w 1978 na stanowisku zastąpił go ks. Tadeusz Szurman.
W latach 80. XX wieku parafia zajmowała się rozdysponowaniem pomocy humanitarnej dla mieszkańców Górnego Śląska przekazanej przez kraje zachodnie.

## Współczesność
Nabożeństwa w Kościele Jana Chrzciciela odbywają się w każdą niedzielę i święta. Stanowisko proboszcza - administratora parafii pełni ks. Sebastian Olencki.
Prowadzone są lekcje religii dla dzieci, szkółki niedzielne oraz spotkanie młodzieżowe i lekcje pokonfirmacyjne. Organizowane są półkolonie oraz ferie dla dzieci, rekolekcje, koncerty, spotkania seniorów i Godzina Biblijna.
Pod kierownictwem Igi Eckert działa chór parafialny „Largo”.
Parafia utrzymuje partnerskie relacje ze zborami z Niemiec i Holandii – Parafię ewangelicką w Burgum (Holandia, od 1988), parafią Südostgemeinde w Darmstadt (Niemcy, od 1984) i parafią w Wittenberdze (Niemcy, od 1991).